# Besh Darreh
Besh Darreh (persiska: بش دره) är en ort i Iran.   Den ligger i provinsen Khorasan, i den nordöstra delen av landet, 700 km öster om huvudstaden Teheran. Besh Darreh ligger 590 meter över havet och antalet invånare är 182.
Terrängen runt Besh Darreh är platt åt nordost, men åt sydväst är den kuperad.Runt Besh Darreh är det ganska glesbefolkat, med 28 invånare per kvadratkilometer. Närmaste större samhälle är Chāpeshlū, 2,9 km väster om Besh Darreh. Omgivningarna runt Besh Darreh är i huvudsak ett öppet busklandskap.